# مسجد ملک دینار
مسجد ملک دینار مربوط به دوره قاجار - ۱۵۰ تا ۲۰۰ سال قدمت است و در کرمان، خیابان امام خمینی، امام خمینی ۱۷ (کوچه روبروی مسجد امام) واقع شده و این اثر در تاریخ ۲ مرداد ۱۳۸۷ با شمارهٔ ثبت ۲۳۱۲۶ به‌عنوان یکی از آثار ملی ایران به ثبت رسیده است.